# Epimecinus
Epimecinus es un género de arañas araneomorfas de la familia Desidae. Se encuentra en  Nueva Caledonia y Australia.

## Lista de especies
Según The World Spider Catalog 12.0:
- Epimecinus alkirna Gray, 1973
- Epimecinus humilis Berland, 1924
- Epimecinus nexibilis (Simon, 1906)
- Epimecinus pullatus (Simon, 1906)